# Bryan Stevenson
Bryan Stevenson (Delaware, 14 de novembro de 1959) é um advogado, ativista, e professor de direito na New York University School of Law. Em 2015, apareceu na lista de 100 pessoas mais influentes do ano pela Time.
É autor do livro sobre o caso de Walter McMilliam acusado sem provas de ter morto uma jovem de 18 anos no Alabama, que foi adaptado pra o filme Just Mercy. Stevenson defende McMilliam e é interpretado por Michael B. Jordan.